# Ophiopogon amblyphyllus
Ophiopogon amblyphyllus là một loài thực vật có hoa trong họ Măng tây. Loài này được F.T.Wang & L.K.Dai mô tả khoa học đầu tiên năm 1978.